# Андерсон, Майкл (режиссёр)
Майкл Джо́зеф А́ндерсон-старший (англ. Michael Joseph Anderson, Sr.;  30 января 1920, Лондон, Великобритания — 25 апреля 2018, Ванкувер, Канада) — британский и канадский кинорежиссёр. Более всего известен по фильмам «Разрушители плотин», «Вокруг света за 80 дней», «Бегство Логана», «Смерть среди айсбергов» и др. Номинант  на премию «Оскар» (1957).

## Ранняя жизнь
Майкл Андерсон родился 30 января 1920 года в Лондоне в семье актёров — Лоренса и Беатрис Андерсонов. Его двоюродная бабушка Мэри была одной из первых американских шекспировских актрис.

## Личная жизнь
Он был женат трижды: на Бетти Джордан, Вере Карлайл и актрисе Эдриэнн Эллис. Отчим Лори Холден. Его сын  Майкл  Андерсон-младший стал актёром, другой сын Дэвид — продюсер  кино.
Андерсон умер 25 апреля 2018 года в возрасте 98 лет от болезни сердца. 

## Избранная фильмография
- 1949 — Рядовой Анжело (совместно с Питером Устиновым)
- 1950 — Береговая линия
- 1951 — Ад — распродан
- 1951 — Ночь была нашим другом
- 1953 — Кто-нибудь из господ будет…?
- 1953 — Дом у стрелы
- 1955 — Разрушители плотин
- 1956 — 1984
- 1956 — Вокруг света за 80 дней
- 1957 — Инцидент на Янцзы
- 1958 — Следуй за изогнутой тенью
- 1959 — Пожми руку дьяволу
- 1959 — Крушение «Мэри Дир»
- 1960 — Все эти прекрасные молодые каннибалы
- 1961 — Обнажённое лезвие
- 1964 — Полёт из Эшайи
- 1964 — Неукротимый и прекрасный
- 1965 — Операция «Арбалет»
- 1966 — Меморандум Квиллера
- 1968 — Башмаки рыбака
- 1972 — Папесса Иоанна
- 1975 — Док Совейдж: Человек из бронзы
- 1975 — Недостойное поведение
- 1976 — Бегство Логана
- 1977 — Смерть среди айсбергов
- 1978 — Доминик
- 1980 — Марсианские хроники
- 1980 — Звонки
- 1986 — Меч Гедеона
- 1989 — Ювелирный магазин
- 1989 — Тысячелетие
- 1991 — Молодая Екатерина
- 1993 — Морской волк
- 1996 — Наутилус (20000 лье под водой)
- 1998 — Неприятности с обезьянками
- 1999 — Приключения Пиноккио